# Гамільтон Академікал
«Гамільтон Академікал» (шотл. Hamilton Academical F.C.) — професійний шотландський футбольний клуб з міста Гамільтон. Виступає у шотландському Прем'єршипі. Домашні матчі проводить на стадіоні «Нью Дуглас Парк», який вміщує 6 078 глядачів.

## Історія
«Гамільтон Академікал» був створений в кінці 1874 року ректором місцевої школи з її учнів. Клуб скоро став членом шотландської футбольної асоціації і спочатку став виступати в Кубку Шотландії і Кубку виклику, до вступу в Шотландську футбольну лігу в листопаді 1897 року.
У 1970-х роках, «Гамільтон» виключили з ліги за борги. У 1994 році клуб продав свій стадіон і переїхав до Глазго на сім років. В цей час клуб спіткала низка проблем у вигляді фінансових труднощів та страйку гравців через невиплачені борги. «Гамільтон» не зміг виконати своїх фінансових зобов'язань в сезоні 1999-2000, в результаті чого, з команди було знято 15 очок і понижено в класі. Клуб переїхав на свій новий стадіон у 2001 році.
«Гамільтон Академікал» повернувся у вищий дивізіон шотландського футболу в 2008 році після двадцятирічної перерви.

## Досягнення
- Кубок Шотландії:
  - Фіналіст (2): 1910-11, 1934-35